# Pretty Woman (musical)
Pretty Woman es un musical basado en la película homónima de 1990, con canciones de Bryan Adams y Jim Vallance, y libreto de Garry Marshall y J. F. Lawton. Su trama central gira en torno a Vivian Ward, una prostituta de Los Ángeles que es contratada por un apuesto hombre de negocios para que pase con él toda una semana y lo acompañe a diversos actos sociales.
Tras un periodo de prueba en Chicago, el espectáculo debutó el 16 de agosto de 2018 en el Nederlander Theatre de Broadway, con Samantha Barks y Andy Karl en los papeles protagonistas, y permaneció en cartel durante un año.
La première londinense tuvo lugar el 2 de marzo de 2020 en el Piccadilly Theatre del West End, pero apenas unas semanas después del estreno la producción se vio obligada a echar el cierre debido a la pandemia de COVID-19. Una vez que las circunstancias lo permitieron, el montaje reabrió sus puertas el 8 de julio de 2021 en el Savoy Theatre de la capital inglesa, donde se representó hasta el 18 de junio de 2023. Desde entonces Pretty Woman también ha podido verse en diferentes ciudades a lo largo de todo el mundo, así como de gira por Norteamérica, Reino Unido y otros territorios.

## Sinopsis
Vivian Ward es una joven soñadora y de buen corazón que trabaja como prostituta en Hollywood Boulevard junto a su compañera de piso Kit De Luca. Un día conoce por casualidad a Edward Lewis, un atractivo hombre de negocios con el que siente una conexión inmediata. Tras una noche de pasión, Edward le ofrece una importante suma de dinero a cambio de que sea su acompañante durante toda una semana y acuda con él a distintos actos sociales. Vivian acepta el trato y se sumerge en el exclusivo ambiente de las clases altas de Beverly Hills, un círculo elitista y lleno de prejuicios que no parece dispuesto a tolerarla. Por su parte, Edward ve cómo su escala de valores se transforma gracias a la arrolladora personalidad de Vivian. Juntos se embarcan en un viaje de autodescubrimiento y romance que cambiará sus vidas para siempre.

## Producciones
| Producción           | Producción           | Teatro              | Fecha de estreno         | Fecha de cierre          | Funciones | Dirección       |
| Chicago              | Chicago              | Oriental Theatre    | 28 de marzo de 2018      | 15 de abril de 2018      |           | Jerry Mitchell  |
| Broadway             | Broadway             | Nederlander Theatre | 16 de agosto de 2018     | 18 de agosto de 2019     | 420       | Jerry Mitchell  |
| West End             | West End             | Piccadilly Theatre  | 2 de marzo de 2020       | 15 de marzo de 2020      | > 500     | Jerry Mitchell  |
| West End             | West End             | Savoy Theatre       | 8 de julio de 2021       | 18 de junio de 2023      | > 500     | Jerry Mitchell  |
| Gira en Norteamérica | Gira en Norteamérica | Varios              | 9 de octubre de 2021     | 7 de mayo de 2023        | > 500     | Jerry Mitchell  |
| España               | Barcelona            | Teatre Apolo        | 27 de septiembre de 2022 | 9 de abril de 2023       | 472       | Carline Brouwer |
| España               | Madrid               | Teatro Gran Vía     | 4 de octubre de 2023     | 28 de abril de 2024      | 472       | Carline Brouwer |
| Gira en Norteamérica | Gira en Norteamérica | Varios              | 2 de octubre de 2023     | 11 de mayo de 2025       | > 300     | Jerry Mitchell  |
| Gira en Reino Unido  | Gira en Reino Unido  | Varios              | 17 de octubre de 2023    | 28 de septiembre de 2024 | > 200     | Jerry Mitchell  |
| Argentina            | Buenos Aires         | Teatro Astral       | 28 de mayo de 2025       | En cartel                |           | Ricky Pashkus   |

Otras producciones
Pretty Woman se ha representado en países como Alemania, Argentina, Brasil, Canadá, España, Estados Unidos, Italia, Japón, México, Países Bajos, Polonia o Reino Unido, y ha sido traducido a varios idiomas diferentes.
En marzo de 2025, la segunda gira norteamericana pasó por Ciudad de México y Monterrey, suponiendo el debut del espectáculo en Hispanoamérica. Las funciones fueron en inglés con subtítulos proyectados en grandes pantallas.

## Números musicales
| Acto I - «Welcome to Hollywood» - «Anywhere But Here» - «Something About Her (Preamble)» - «Welcome to Hollywood (Reprise)» - «Something About Her» - «I Could Get Used to This» - «Luckiest Girl in the World» - «Rodeo Drive» - «Anywhere But Here (Reprise)» - «On a Night like Tonight» - «Don't Forget to Dance» - «Freedom» - «You're Beautiful» | Acto II - «Welcome to Our World (More Champagne)» - «This Is My Life» - «Never Give Up on a Dream» - «You and I» - «I Can't Go Back» - «Freedom (Reprise)» - «Long Way Home» - «Together Forever» |

La canción «Oh, Pretty Woman» de Roy Orbison, presente en la banda sonora de la película original e inicialmente excluida de la adaptación musical, se interpreta durante los saludos finales desde junio de 2019.

## Repartos originales
| Personaje      | Chicago (2018) | Broadway (2018) | West End (2020) | Gira en Norteamérica (2021) | España (2022)     | Gira en Norteamérica (2023) | Gira en Reino Unido (2023) | Argentina (2025)         |
| Vivian Ward    | Samantha Barks | Samantha Barks  | Aimie Atkinson  | Olivia Valli                | Cristina Llorente | Ellie Baker                 | Amber Davies               | Florencia Peña           |
| Edward Lewis   | Steve Kazee    | Andy Karl       | Danny Mac       | Adam Pascal                 | Roger Berruezo    | Chase Wolfe                 | Oliver Savile              | Juan Ingaramo            |
| Kit De Luca    | Orfeh          | Orfeh           | Rachael Wooding | Jessica Crouch              | Erika Bleda       | Rae Davenport               | Natalie Paris              | Alejandra Perlusky       |
| Happy Man      | Eric Anderson  | Eric Anderson   | Bob Harms       | Kyle Taylor Parker          | Rubén Yuste       | Adam Du Plessis             | Ore Oduba                  | Mariano Condoluci        |
| Mr. Thompson   | Eric Anderson  | Eric Anderson   | Bob Harms       | Kyle Taylor Parker          | Rubén Yuste       | Adam Du Plessis             | Ore Oduba                  | Walter Canella Leo Bosio |
| Philip Stuckey | Jason Danieley | Jason Danieley  | Neil McDermott  | Matthew Stocke              | Javier Ibarz      | Liam Searcy                 | Ben Darcy                  | Alfredo Staffolani       |
| James Morse    | Kingsley Leggs | Ezra Knight     | Mark Holden     | —                           | —                 | —                           | —                          | —                        |
| Giulio         | Tommy Bracco   | Tommy Bracco    | Alex Charles    | Matthew Vincent Taylor      | Natán Segado      | Joshua Kring                | Noah Harrison              | Mariano Magnífico        |
| David Morse    | Robby Clater   | Robby Clater    | Antony Hewitt   | Alex Gibbs                  | Sergio Escribano  | Kerry D'Jovanni             | Chomba Taulo               | Federico Llambí          |

## Grabaciones
Hasta la fecha solo se ha editado el álbum del elenco original de Broadway, además de una grabación de las canciones del espectáculo interpretadas por el propio Bryan Adams.

## Premios y nominaciones

### Producción original de Broadway
| Año  | Premio                      | Categoría                             | Nominado                  | Resultado |
| ---- | --------------------------- | ------------------------------------- | ------------------------- | --------- |
| 2019 | Broadway.com Audience Award | Mejor actor principal en un musical   | Andy Karl                 | Ganador   |
| 2019 | Broadway.com Audience Award | Mejor actriz de reparto en un musical | Orfeh                     | Ganadora  |
| 2019 | Broadway.com Audience Award | Mejor interpretación de diva          | Orfeh                     | Ganadora  |
| 2019 | Broadway.com Audience Award | Mejor pareja en escena                | Samantha Barks, Andy Karl | Nominados |
| 2019 | Broadway.com Audience Award | Mejor actriz revelación               | Samantha Barks            | Nominada  |

### Producción original española
| Año  | Premio                    | Categoría                          | Nominado          | Resultado |
| ---- | ------------------------- | ---------------------------------- | ----------------- | --------- |
| 2023 | Premio del Teatro Musical | Mejor actriz protagonista          | Cristina Llorente | Nominada  |
| 2023 | Premio del Teatro Musical | Mejor actor de reparto             | Natán Segado      | Nominado  |
| 2023 | Premio del Teatro Musical | Interpretación destacada femenina  | Erika Bleda       | Nominada  |
| 2023 | Premio del Teatro Musical | Interpretación destacada masculina | Rubén Yuste       | Nominado  |